# Cherelle Parker
Cherelle Parker (Filadelfia, 10 settembre 1972) è una politica e giornalista statunitense, sindaca di Filadelfia dal 2024.

## Biografia
nata nel 1972, inizia la sua attività di giornalista all'inizio degli anni '90.
Iniziata la sua attività politica nel 1998, fece parte del parlamento statunitense dal 2005 al 2015, e fu nominata più volte consigliera comunale a Filadelfia.

### Carriera politica
Nel 2005, Parker si candidò in un'elezione speciale alla Camera dei Rappresentanti della Pennsylvania per conquistare un seggio vacante ,lasciato libero da LeAnna Washington,  eletta al Senato della Pennsylvania. Parker vinse le elezioni e divenne la più giovane donna nera mai eletta in quell'assemblea generale; e rimase in quell'ufficio per dieci anni.
Nel gennaio 2020, Parker ha sconfitto Bobby Henon per diventare leader della maggioranza dei democratici nel consiglio comunale.  Nel febbraio 2021, Parker è stato eletto presidente del consiglio di amministrazione dell'Autorità portuale del fiume Delaware.

### Elezione a sindaco di Filadelfia
Parker ha affrontato il membro repubblicano del consiglio comunale David Oh nelle elezioni generali.
Per quasi un mese dopo essersi assicurato le primarie democratiche, Parker non ha fatto campagna elettorale, a causa di un ascesso dentale.
Nel febbraio del 2024 ha dunque vinto Parker ha sconfitto lo sfidante Danny Oh con il 75% dei voti nelle elezioni generali.

### Istruzione
Ha fatto approvare un programma pilota e di aumentare l'allocazione delle tasse immobiliari che vanno verso il distretto scolastico di Filadelfia dal 55% al 58%, per far fronte all'aumento dei costi dell'aria condizionata, associati a orari di funzionamento più lunghi durante l'anno scolastico.

### Pubblica sicurezza
Fortemente attiva nella lotta contro il crimine, ha sostenuto gli Arresti di Terry, e assunto 300 nuovi agenti di polizia.

## Posizioni politiche
È favorevole all'aborto e all'integrazione delle persone afroamericane e arabo-americane. 

## Vita privata
Nel 2010, Parker ha sposato Ben Mullins, un leader dell'International Brotherhood of Electrical Workers.  I due Vivono nel quartiere Mount Airy di Filadelfia e hanno un figlio, Langston, che prende il nome dall'attivista Langston Hughes.